# Belle de Mai
Belle de Mai è un quartiere di Marsiglia situato nel III arrondissement. 
Situato nei pressi della stazione ferroviaria di Saint-Charles, è stato per lungo tempo un quartiere operaio densamente popolato da immigrati (principalmente italiani) impiegati nella vicina la sede della Manifattura Tabacchi. Negli anni '90 la fabbrica dismessa, che era diventata un'area industriale abbandonata, è stata ristrutturata e trasformata in un polo culturale e patrimoniale negli anni Novanta. Oggi ospita gli archivi municipali di Marsiglia, un centro multimediale e La Friche, un importante centro culturale.
La Belle de Mai rimane tuttora un quartiere operaio.

## Storia

### XIX° secolo
All'inizio del XIX secolo la Belle de Mai era originariamente un'area di villeggiatura estiva per i notabili della città. Divenne famosa per i suoi frutteti, le sue guinguettes (sale da ballo) e i suoi balli popolari. La vicinanza al porto di La Joliette, costruito all'inizio del XIX secolo fece sì che vi s'iniziassero ad insediare i portuali e gli scaricatori. Furono poi costruiti zuccherifici (Sucres Saint-Charles intorno al 1830) e le fabbriche di fiammiferi (gli impianti chimici erano confinati nelle città periferiche). Al complesso si aggiunse una stazione merci.
Nel 1868, sul sito di un ex zuccherificio fu inaugurata la Manifattura Tabacchi, costruita su progetto di Désiré Michel. Nel corso del XIX secolo la zona venne progressivamente assorbita nel tessuto urbano marsigliese trasformandosi in un quartiere operaio. Agli inizi del '900 era popolato principalmente da immigrati italiani, prevalentemente toscani, sistemati in alloggi sovraffollati e insalubri.
La forte identità proletaria della Belle de Mai fece sì che il quartiere diventasse una delle roccaforti del socialismo e del sindacalismo marsigliese. Nel 1881 Clovis Hugues sindaco della Belle de Mai, divenne il primo deputato socialista eletto al Parlamento francese.

### XX° secolo
Durante l'occupazione nazista, la Belle de Mai fu un bastione della resistenza comunista marsigliese.
Negli anni '60, la manifattura tabacchi era una delle più grandi di Francia, ma a questo periodo di massimo splendore seguì un lungo periodo di declino che portò la direzione a chiudere la fabbrica all'inizio degli anni '90 e a trasferire la produzione a Vitrolles. Questo ha portato al declino del quartiere, con l'invecchiamento della popolazione, il degrado degli edifici e la chiusura di numerose attività commerciali. 
Nel 1992 parte del terreno industriale dismesso è stato trasformato in un polo culturale, la Friche Belle de Mai, che ospita strutture artistiche di tutte le discipline. Due anni dopo la città di Marsiglia ha acquistato la parte ottocentesca della fabbrica per trasformarla in un centro del patrimonio. Vi sono stati istituiti gli archivi comunali, il Centre interrégional de conservation et restauration du patrimoine (centro interregionale di conservazione e restauro del patrimonio) e il Fonds communal (fondo comunale).

### La Belle de Mai oggi
Dal 2004 nell'ambito del progetto Euroméditerranée, gli ex edifici della fabbrica ospitano la Friche culturelle e gli Archivi, oltre a un centro media con uffici per le aziende e uno studio cinematografico e televisivo. In particolare, è il luogo delle riprese della serie televisiva Bella è la vita, trasmessa da France 3, e la sede della televisione locale LCM. La Friche Belle de Mai si sta inoltre espandendo, aprendo nel 2013 una "torre" dedicata all'arte contemporanea.
Nel 2005 la Place Bernard Cadenat, nel centro del quartiere, è stata completamente rinnovata. Ospita i principali negozi e un mercato giornaliero. Ogni anno si svolge il festival Belle de Mai, durante il quale i negozianti espongono i loro prodotti in strada come venditori da fiera, con un sottofondo di musica e intrattenimento.
La Belle de Mai rimane ancora oggi un quartiere molto popolare la cui identità multietnica è stata forgiata da successive ondate di popolazione immigrata. Originariamente era popolato da italiani, a cui si sommarono successivamente polacchi, spagnoli e armeni. Ad oggi ospita numerosi immigrati provenienti dal Nord Africa e dalle Comore.
Nonostante le opere di riqualificazione il quartiere è ancora uno dei più poveri della città. Un'indagine condotta nel 2016 ha contato nella zona più di mille abitazioni molto degradate, alcune delle quali a rischio di crollo.